# Kabinett Krappe
Das Kabinett Krappe (Landespräsidium) war von 7. Februar bis Mai 1933 die Landesregierung des Freistaates Lippe. Faktischer Kopf des Kabinetts war der stellvertretende Ministerpräsident Adolf Wedderwille. Ernst Krappe trat im Mai 1933 zurück und wurde durch Hans-Joachim Riecke abgelöst. 
| Amt                                 | Name              | Partei    |
| ----------------------------------- | ----------------- | --------- |
| Ministerpräsident                   | Ernst Krappe      | NSDAP     |
| Stellvertretender Ministerpräsident | Adolf Wedderwille | NSDAP     |
| Staatsrat                           | Wilhelm Klöpper   | parteilos |